# 猫和金丝雀 (1927年电影)
《猫和金丝雀》（英語：The Cat and the Canary）是1927年的美国无声恐怖片，根据约翰·威拉德1922年的同名黑色幽默舞台剧改编，德国表现主义电影人保罗·莱尼执导，主要演员包括饰演安娜贝勒·韦斯特的劳拉·拉普兰特，出演查尔斯·“查理”·怀尔德的福里斯特·斯坦利，以及扮演保罗·琼斯的克莱顿·黑尔。影片讲述安娜贝勒、查理和保罗的叔叔赛勒斯·韦斯特去世，遗嘱在20年后公布。安娜贝勒成为财产继承人，当晚她和家人在叔叔阴森的豪宅过夜，但却一直遭到神秘人缠扰。与此同时，附近精神病院逃出绰号“猫”的病人并藏身韦斯特大宅。
20世纪20年代，许多百老汇舞台剧改编成电影，本片便是其一。保罗·莱尼以善于将表现主义风格和幽默结合著称，影评人认为他在这方面独树一帜，电影版《猫和金丝雀》便是其中代表。影片大获成功，对20世纪30至50年代流行的“阴沉老宅”类型电影影响深远。《猫和金丝雀》是环球影业早期恐怖片的代表作，被誉为“环球恐怖流派的基石”。威拉德的原作之后还五次搬上银幕，其中1939年版颇受好评，由喜剧演员鲍勃·霍普和宝莲·高黛主演。

## 剧情
百万富翁赛勒斯·韦斯特（Cyrus West）的豪宅能够俯瞰哈德逊河，但就在这逐渐衰败的阴沉宅邸中，韦斯特的生命即将终结。看着身边贪婪的家人，仿佛“围住金丝雀的猫”，韦斯特陷入疯狂，下令将最后的遗嘱锁入保险柜，去世20年后才能公布。20年过去后，韦斯特的律师罗杰·克罗斯比（Roger Crosby，塔利·马绍尔饰）发现保险柜内莫名出现第二份遗嘱，只有在第一份遗嘱的条件未能达成时才能打开。负责看守韦斯特大宅的管家普莱森特夫人（Mammy Pleasant，玛莎·马托克斯饰）认为第二份遗嘱是老主人的鬼魂作祟，克罗斯比虽然也很惊讶，但觉得闹鬼的说法纯属无稽之谈。

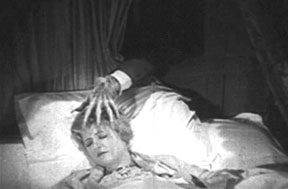
安娜贝勒·韦斯特夜里遭神秘人缠扰

天色已晚，韦斯特的亲属陆续来到大宅，其中包括老主人的侄子哈里·布莱斯（Harry Blythe，亚瑟·埃德蒙·卡鲁）、查尔斯·“查理”·怀尔德（Charles "Charlie" Wilder）、保罗·琼斯（Paul Jones）、侄女安娜贝勒·韦斯特（Annabelle West）、妹妹苏珊·希尔斯比（Susan Sillsby，弗洛拉·芬奇饰）和外甥女塞西莉·杨（Cecily Young，格特鲁德·阿斯特饰）。根据遗嘱，财产由关系最远但依然姓韦斯特的亲人继承，即侄女安娜贝勒，但遗嘱中也规定，继承人必须经艾拉·拉扎尔（Ira Lazar，露西恩·利特菲尔德饰）检查精神正常，否则财产就改由第二份遗嘱中规定的人选继承，这些财产包括赛勒斯多年以前藏起来的韦斯特钻石。安娜贝勒这时已经明白，她现在如同20年前的叔叔那样，像关进笼子的金丝雀，一群猫在周围虎视眈眈。
一家人准备吃晚饭，门卫（乔治·西格曼饰）这时走进来告诉大家精神病院有病人逃出，此人自以为是猫，杀人后还会像猫杀害金丝雀一样假惺惺地流泪。与此同时，克罗斯比担心家族中会有人企图伤害安娜贝勒，决定把遗嘱中第二继承人的身份告诉她。但就在他说出此人姓名前，书架上冒出指甲很长而且毛茸茸的手臂把克罗斯比抓进去，安娜贝勒惊恐之下告诉众人，但大家马上就认为她已经精神不正常。
独自呆在房间的安娜贝勒发现纸条，上面写着家族财宝的位置，称那些钻石已制成精美项链。她遵照纸条指示很快发现壁炉上方的隐藏空间，然后戴上项链开始歇息，但辗转反侧难以入眠。好不容易入睡后，此前出现过的神秘怪手从墙上伸出，取下她脖子上的项链。安娜贝勒惊惧至极，但其他人还是认为她在发疯。哈里和安娜贝勒在房内仔细搜寻，发现墙上的秘密通道，还找到克罗斯比的尸体。普莱森特夫人前去打电话报警，哈里去找门卫，歇斯底里的苏珊匆忙逃出豪宅，搭送奶工（乔·墨菲饰）的便车离去。保罗和安娜贝勒返回后者的房间寻找此前装有纸条的信封，但却发现克罗斯比的尸体不翼而飞。身后的秘密通道打开，保罗陷入其中，不久就被自认是“猫”的疯子打晕，但后来还是及时苏醒并救下安娜贝勒。警察赶到并逮捕“猫”，原来他是查理·怀尔德乔装改扮，门卫也是他的同谋。怀尔德就是第二份遗嘱指定的继承人，想把安娜贝勒逼疯以便继承财产。

## 演员
- 劳拉·拉普兰特饰安娜贝勒·韦斯特
- 克莱顿·黑尔（Creighton Hale）饰保罗·琼斯
- 福里斯特·斯坦利（Forrest Stanley）饰查尔斯·“查理”·怀尔德
- 塔利·马绍尔（Tully Marshall）饰罗杰·克罗斯比
- 格特鲁德·阿斯特（Gertrude Astor）饰塞西莉
- 弗洛拉·芬奇饰苏珊
- 亚瑟·埃德蒙·卡鲁（Arthur Edmund Carewe）饰哈里
- 玛莎·马托克斯（Martha Mattox）饰管家普莱森特夫人
- 乔治·西格曼（George Siegmann）饰门卫
- 露西恩·利特菲尔德（Lucien Littlefield）饰艾拉·拉扎尔医生
- 哈尔·克雷格（Hal Craig）饰警察
- 比利·恩格尔（Billy Engle）饰出租车司机
- 乔·墨菲（Joe Murphy）饰送奶工

## 制作
《猫和金丝雀》属20世纪早期德国表现主义作品。美术史学家琼·温斯坦（Joan Weinstein）认为，表现主义包含桥社、青骑士、立体主义、未来主义和抽象美术风格，要将上述风格联系起来，最关键的要素就是注重表达内在感受，而非讲究自然的逼真程度。电影史学家理查德·彼得森（Richard Peterson）指出，“除心理恐怖情节外，通过灯光、置景和镜头角度表现异常情绪也是德国电影赖以成名的重要原因”，这类电影摄制技巧灵感均源自表现主义主题。德国表现主义电影对后世影响深远，代表作包括罗伯特·威恩的《卡里加里博士的小屋》（1920年），以及保罗·莱尼的《蜡人馆》（Das Wachsfigurenkabinett，1925年）。
环球影业总裁卡尔·拉姆勒生于德国，对《蜡人馆》非常赞赏，特别是片中摆脱表现主义烙印，将轻松搞怪和幽默同怪诞场景结合的艺术风格。与此同时，美国的D·W·格里菲斯拍出《恐怖之夜》（One Exciting Night，1922年），开创哥特式恐怖片潮流，拉姆勒也想从中分一杯羹；随后面世的同类电影包括阿尔弗雷德·格林（Alfred E. Green）执导，但如今已经佚失的《猎魔人》（The Ghost Breaker，1922年）、弗兰克·塔特尔（Frank Tuttle）的《稻草人》（Puritan Passions，1923年），罗兰·韦斯特（Roland West）的《巨魔》（The Monster，1925年）和《蝙蝠》（The Bat，1926年），以及阿尔弗雷德·桑特尔（Alfred Santell）的《大猩猩》（The Gorilla，1927年）。这些电影都是改编百老汇舞台剧的恐怖喜剧片，上映后大获成功。
拉姆勒打算把约翰·威拉德（John Willard）的热门剧作《猫和金丝雀》改编成电影，该剧讲述一家人想要把继承人逼疯，进而取得她继承的遗产。面对拉姆勒的提议，威拉德起初十分犹豫，电影史学家道格拉斯·布罗德（Douglas Brode）指出，这主要是因为巧妙的结局是该剧重要卖点，改编成电影等于向全世界剧透，剧作此后很可能就无法继续热卖。不过，威拉德最终同意要求，艾尔弗雷德··科恩（Alfred A. Cohn）和罗伯特··希尔（Robert F. Hill）把原作改编成电影剧本。

### 演员
参演《猫和金丝雀》的劳拉·拉普兰特、克莱顿·黑尔和福里斯特·斯坦利都是老牌默片明星。拉普兰特此前已出演50余部电影，电影史学家加里·唐·罗兹（Gary Don Rhodes）称，她在本片中的角色属于恐怖或悬念片中典型的女人形象：“恐怖片中的女人……是猎物，是被捕食的对象。她什么都不用干，问题不过是‘她会遭遇什么？’”罗兹还称：“年轻貌美的女主角不过代表更大的奖励，最后要么落入恶魔之手，要么落入青年男英雄之手。”拍完《猫和金丝雀》后，拉普兰特继续与环球影业合作，但之后也与众多无声电影明星一样沦为“有声电影的牺牲品”。她在好莱坞星光大道上有一颗星星，后于1996年因阿兹海默症辞世。

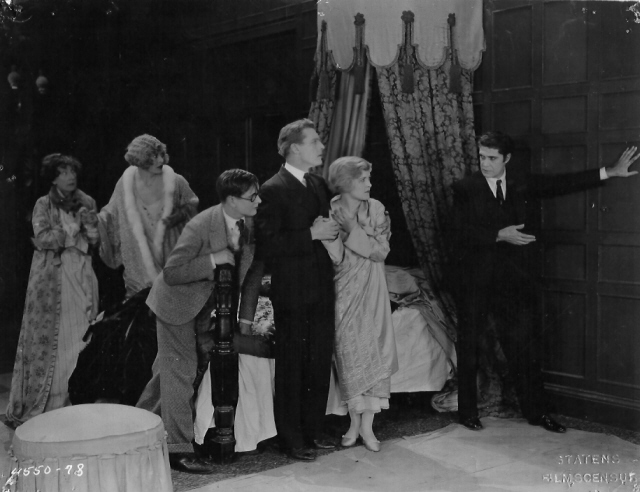
电影主要演员，从左至右分别是：弗洛拉·芬奇、格特鲁德·阿斯特、克莱顿·黑尔、福里斯特·斯坦利、劳拉·拉普兰特和亚瑟·埃德蒙·卡鲁

爱尔兰男演员克莱顿·黑尔获选出演男主角，安娜贝勒的表兄保罗·琼斯。黑尔此前已出演六十余部无声片，其中名作包括1914年的系列电影《伊莲的故事》（The Exploits of Elaine），··格里菲斯执导的《一路向东》（Way Down East，1920年）和《暴风雨中的孤儿》（Orphans of the Storm，1921年）。他在《猫和金丝雀》的主要作用是提供笑料。影评人约翰·霍华德·里德（John Howard Reid）称：“他总是那么倒运，要么呆在床底下，面临时刻被人发现并产生误会的不利境地，要么就有大堆书籍偏偏在他身边掉落，让他疲于奔命，再不然就是床上有巨大的弹簧，叫他不得安生。”进入有声片时代后，黑尔的演艺事业同样深陷泥潭，出演的大部分角色都是无名小卒。
福里斯特·斯坦利诠释剧中反派查尔斯·怀尔德，此前他主演的电影包括《披花骑士》（When Knighthood Was in Flower，1922年）、《巴武》（Bavu，1923年）、《穿过黑暗》（Through the Dark，1924年）和《法之阴影》（Shadow of the Law，1926年）。出演《猫和金丝雀》后，斯坦利的大部分角色都是配角，作品包括《画舫璇宫》（Show Boat，1936年）、《活死人的诅咒》（Curse of the Undead，1959年），以及电视剧《希区柯克剧场》（Alfred Hitchcock Presents）、《57工作室》（Studio 57）和《荒野大镖客》。
电影史学家对片中配角演员看法不一，托马斯·沙茨（Thomas Schatz）认为这不过是帮“二流”演员，但里德觉得他们非常优秀。塔利·马绍尔饰演多疑的律师罗杰·克罗斯比，玛莎·马托克斯诠释外表凶恶、为人十分迷信的女管家普莱森特夫人，格特鲁德·阿斯特和弗洛拉·芬奇分别扮演亲戚塞西莉·杨和苏珊·希尔斯比。露西恩·利特菲尔德出演精神有些失常的精神科医生艾拉·拉扎尔，与《卡里加里博士的小屋》中维尔纳·克劳斯（Werner Krauss）饰演的卡里加里博士异曲同工。

### 导演
正如环球影业预期的那样，导演保罗·莱尼将威拉德的舞台剧改编成适合美国观众的表现主义电影。对此电影史学家伯纳德·迪克（Bernard F. Dick）指出，莱尼在片中削减德国表现主义电影惯常采用的艺术风格，如怪异的明暗对比、不对称的置景、大量的风格化装饰等，改用更合乎美国电影实践的表现形式。珍·德鲁戈斯（Jenn Dlugos）称，20世纪20年代许多舞台剧改编的电影看上去就像直接在大银幕上播放舞台剧，对电影环境重视不足，随处可见舞台剧中惯常的夸张表演，但本片却是例外。理查德·舍布（Richard Scheib）称赞莱尼的执导风格令电影档次提升，不再沦为电影版舞台剧，视觉动感令人惊艳。
莱尼借鉴《卡里加里博士的小屋》等德国表现主义电影常见的镜头效果为本片营造气氛，电影以手抹去蜘蛛网开场，显示片名和主要演员，然后是“戏剧化的阴影、类似预兆的叠影、悬念十足而难以捉摸的场景，如镜头滑过走廊，旁边可见滚滚波动的窗帘”。电影史学家简-克里斯托弗·霍拉克（Jan-Christopher Horak）指出，电影开头淡入淡出的过渡转场从豪宅外景开始，从奇形怪状的塔楼转至看上去特别大的药瓶，与亲人离去的镜头一起营造双重监狱影像，坐着的老人虽然还活着，但却显得矮小无助，和他的遗嘱一起孤伶伶地位于镜头一角。莱尼和演员合作，使用灯光和镜头角度营造气氛。据摄影师吉尔伯特·沃伦顿（Gilbert Warrenton）回忆，导演甚至用锣惊吓演员，称“他打响那玩意儿的效果跟救世军打鼓有得一拼”。
虽然片中包含恐怖元素，但在电影史学家丹尼斯·怀特（Dennis L. White）看来，影片整体结构并不以恐怖为目的。一些桥段或许会让人感到恐惧，部分角色可能会有戏剧化的可怕遭遇，但片中对此都有传统上能够理解的线索与合理解释，或者至少从事后看来还算合理的解释，这样的情节安排对整部电影至关重要，所以电影人必须优先考虑。
除导演外，莱尼还是画家和布景师。本片的内景就是莱尼设计，查尔斯·D·霍尔（Charles D. Hall）制作，霍尔后来还成为1931年电影《德古拉》（Dracula）和《科学怪人》的布置师。莱尼力图避免通过视觉镜头传达现实感，反映人物情绪。在他看来，镜头捕捉的现实并不那么真实，情节内包含的真相才更深刻、有效，比观众日常所见更能打动人。此后他的导演作品包括陈查理电影《中国鹦鹉》（The Chinese Parrot，1927年）、《笑面人》（The Man Who Laughs，1928年）和《最后通牒》（The Last Warning，1929年），直至1929年因败血症去世。

## 评价和影响

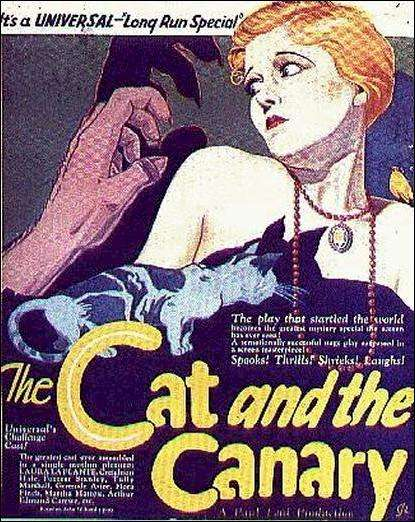
着重体现电影各要素的海报，特别是“猫和金丝雀”，以及神秘而危险的手

1927年9月9日，《猫和金丝雀》在纽约殖民剧院（Colony Theatre）首映并获得“票房成功”。《综艺》杂志指出，“保罗·莱尼对悬念的巧妙把控……令环球影业版《猫和金丝雀》与众不同，片中采用许多他赖以成名的新颖设定和构想……除了有点太长以外……本片已经远远超出平均水准，足以让观众满意”。《纽约时报》声称，其他导演都该好好看看本片，学一学怎么把故事讲好，莱尼先生对此表现得无比从容，就像男人思考时拨动胡须一样自然。另一方面，正如电影史学家伯纳德·迪克（Bernard F. Dick）指出的那样，《卡里加里博士的小屋》的拥趸、德国表现主义最忠实的支持者......自然会认为莱尼已经破坏表现主义的常规。对此迪克认为，莱尼不过是减轻表现主义主题的痕迹以便进入美国市场，无须掀起可能失控的电影运动。
现代评论主要关注本片对后世的影响。迈克尔·阿特金森（Michael Atkinson）在《乡村之声》（The Village Voice）发文，称赞莱尼手法熟练，表现大气，全片影响深远，堪称叙事悬念的形意符号。克里斯·达希尔（Chris Dashiell）认为电影所有情节都太显夸张，不够含蓄，吓人的地方也没多可怕，观众很快就失去追根究底的兴趣。不过他也承认本片对恐怖片影响深远，即便希区柯克也受到显著影响。
托尼·雷恩斯（Tony Rayns）认为《猫和金丝雀》堪称“鬼屋电影”权威之作，导演非常明智地以喜剧手法占主导，同时又利用四处徘徊、类似穆瑙风格的镜头偶尔营造战栗感，产生极其强烈的娱乐效果。约翰·卡尔霍恩（John Calhoun）指出，导演以不可思议的高超技巧，在陈腐的常规剧情里融入那个时代的闹剧元素，机关和镜头切换明快，时机精准，看上去仿佛一流的摔门闹剧，同时又充分保留恐怖元素，可谓化腐蚀为神奇，让《猫和金丝雀》成为对后世影响深远的经典之作。
《猫和金丝雀》虽然不是历史上第一部鬼屋类型片，但却为“阴沉老宅”（old dark house）类型电影立下标杆。英格兰导演詹姆斯·惠尔1932年的电影《古屋失魂》（The Old Dark House）受到本片显著影响，“阴沉老宅”一词便由此而来，这类电影的情节大多涉及蒙面凶手在老式豪宅杀害被害人，片尾会解释片中所有超自然现象，通常都是犯罪分子所为。此类电影中受《猫和金丝雀》影响的包括《最后通牒》、《猛鬼屋》（1959年），以及阿伯特与科斯特洛（Abbott and Costello）和劳莱与哈台系列怪物电影。。2001年，美国电影学会评选AFI百年百大惊悚电影，《猫和金丝雀》获提名。

## 其他电影版本
1927年的版本上映后，《猫和金丝雀》还曾五次搬上大银幕。首先是鲁珀特·朱利安（Rupert Julian）的《胡宇妖风》（The Cat Creeps），以及乔治·梅尔福德（George Melford）和恩里克·托瓦尔·阿瓦洛斯（Enrique Tovar Ávalos）共同执导的《死者遗嘱》（La Voluntad del muerto）。两部电影都是环球影业制作的有声片，于1930年发行，但影响远远不及1927年版，其中《胡宇妖风》已经佚失:74。
《猫和金丝雀》的剧情已为观众熟知，电影史学家道格拉斯·布罗德（Douglas Brode）对此表示，看起来剧作从此只会锁在抽屉里。然而事实证明，埃利奥特·纽金特（Elliott Nugent）的1939年版依然大受欢迎。纽金特完全将电影拍成喜剧，该片由派拉蒙影业制作，喜剧演员鲍勃·霍普扮演主角沃利·坎贝尔（Wally Campbell），该角色源自克莱顿·黑尔诠释的保罗·琼斯。评论认为，霍普的演出比黑尔更出色，笑料更多，情节也更引人入胜。
另外两部改编电影分别是1961年扬·莫兰德（Jan Molander）导演的瑞典同名电视电影，以及1978年拉德利·梅茨格（Radley Metzger）执导的英国同名电影。1978年版的制片人理查德·戈登（Richard Gordon）表示，制作该片主要是因为《猫和金丝雀》自鲍勃·霍普主演的版本后就没有搬上大银幕，而且没有拍过彩色片。在他看来，这样的知名题材有必要在英格兰摄制。

## 扩展阅读
- Everson, William K. . New York: Da Capo Press. 1998. ISBN 0-306-80876-5.
- Hogan, David. . Jefferson, N.C.: McFarland. 1997. ISBN 0-7864-0474-4.
- MacCaffrey, Donald W.; Jacobs, Christopher P. . Westport, Conn.: Greenwood Press. 1999. ISBN 0-313-30345-2.
- Prawer, S. S. . New York: Da Capo Press. 1989. ISBN 0-306-80347-X.
- Worland, Ric. . Malden, Massachusetts: Blackwell Publishing. 2007. ISBN 1-4051-3902-1.